# Abierto de Australia 2007
El Abierto de Australia 2007 fue un torneo de Grand Slam se llevó a cabo en Melbourne, Australia, entre el 15 de enero y el 28 de enero de 2007. La pista principal fue la Rod Laver Arena.
Esta edición fue la primera en que se utilizó el sistema Ojo de Halcón, que permite la revisión de los fallos de los jueces de línea, o del juez de silla, mediante cámaras de video. Los jugadores pueden desafiar los fallos de los jueces un número limitado de veces por set, aunque el número de desafíos permitidos en un partido entero será ilimitado. La pista central, el Rod Laver Arena, fue el primer tornéo de Grand Slam que contó con este sistema.
El torneo repartió un total de 20 millones de dólares australianos, de los cuales AUD$1.281.000 correspondieron a cada uno de los ganadores de las competiciones individuales. Más de 500 jugadores tomaron parte de este evento en la edición 2007.

## Campeones
- Individual Masculino:  Roger Federer
- Individual Femenina:  Serena Williams
- Dobles masculinos:  Bob Bryan /  Mike Bryan
- Dobles femeninos:  Cara Black /  Liezel Huber
- Dobles Mixtos:  Daniel Nestor /  Elena Likhovtseva

- Individuales Júniors Masculinos:  Brydan Klein
- Individuales Júniors Femeninos:  Anastasia Pavlyuchenkova
- Dobles Júnior Masculinos:  Graeme Dyce /  Harri Heliovaara
- Dobles Júnior Femeninos:  Evgeniya Rodina /  Arina Rodionova

- Individuales masculinos en silla de ruedas:  Shingo Kunieda
- Individuales femeninos en silla de ruedas:  Esther Vergeer
- Dobles masculinos en silla de ruedas:  Robin Ammerlaan /  Shingo Kunieda
- Dobles femeninos en silla de ruedas:  Jiske Griffioen /  Esther Vergeer

## Historias notables

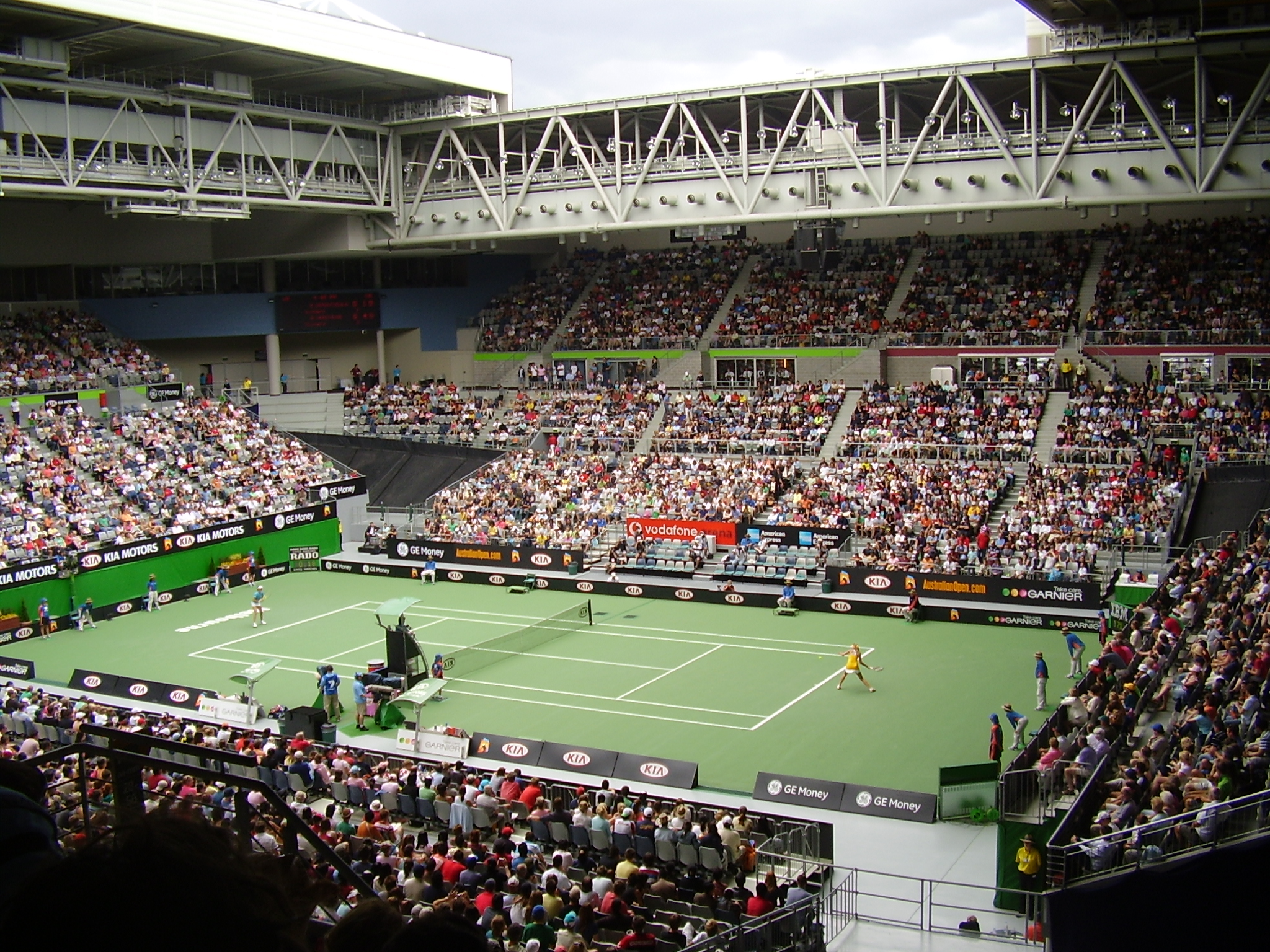
Partido entre Elena Dementieva y Nicole Vaidišová en la cuarta ronda del Abierto de Australia 2007

### Nueva tecnología utilizada en la llamada de línea
Fue la primera vez que el torneo utilizó el sistema Ojo de Halcón en una capacidad de llamado de línea oficial, como un auxiliar para los jueces de línea humanos. A los jugadores se les dio la oportunidad de desafiar a un llamado de línea humano si ellos creían que el llamado era incorrecto, y el Ojo de Halcón confirmaba o invalidaba la llamada original. El sistema fue instalado solamente en una pista, el Rod Laver Arena.
Al principio de un set, se les dio la oportunidad de desafiar incorrectamente un máximo de dos llamados de línea durante el set. El jugador quien todavía tuviera algunos desafíos incorrectos en espera, se le permitió hacer un número ilimitado de desafíos acertados, pero cuando un jugador no tenía ningún desafío incorrecto restante, su oportunidad de desafiar la llamada de línea se pierde. Los jugadores retomaban sus dos desafíos al principio de cada set, e incluso después de 12 juegos en el set de decisión final. Los desafíos sin usar no eran acumulables.
Un aspecto adicional del nuevo sistema era que una pantalla de reproducción de vídeo fue instalada dentro de la pista por primera vez, para mostrar el resultado de los desafíos. La pantalla también permitió a los espectadores (y a los mismos jugadores) ver repeticiones al instante, que hasta entonces solamente podían ser vistas por la audiencia televisiva y por aquellas personas que veían el partido en pantallas instaladas fuera del estadio. Esta puesta en práctica causó un drama notable en el partido entre la número 2 del ranking de la WTA de ese entonces, Amélie Mauresmo y Olga Poutchkova; en donde Mauresmo desafió el llamado-dentro en el tiro de Poutchkova, y la repetición mostró la pelota gráficamente afuera, pero aun así, la pelota fue dada como buena.

### Lucha entre facciones en el primer día
El 15 de enero de 2007, alrededor de ciento cincuenta jóvenes australianos originarios de Serbia, Croacia y Grecia fueron expulsados del abierto después de pelearse entre ellos en Garden Square del Parque de Melbourne. La disputa presuntamente se desarrolló después de que los fanes se insultaran entre sí mediante eslóganes nacionalistas. Según el periódico australiano The Age, veinte policías intentaron calmar el disturbio, que según se dice se desarrolló después de que un entendimiento informal entre algunos fanes serbios y croatas (ya que los dos grupos no asistirían durante el mismo día) se incumpliera. Los dos grupos opositores fueron expulsados en salidas separadas y escoltados lejos del lugar en direcciones opuestas por la policía. No se hicieron arrestos, y no se levantaron cargos a ninguno de los participantes.
Los partidarios griegos protestaron que no habían estado implicados en los insultos intercambiados entre los contingentes serbios y del croatas, aunque el periódico divulgó que algunos partidarios griegos se aliaron con algunos serbios y habían cantado «¡Grecia, Serbia! ¡Grecia, Serbia!» y «debemos apoyar a nuestros hermanos ortodoxos». Los fanes serbios reclamaron que la violencia había sido provocada por el uso croata de la bandera nacional croata, que a sus ojos llevaban connotaciones del fascismo de la Segunda Guerra Mundial, mientras que los croatas afirmaron que la violencia fue provocada por serbios entonando cánticos anti-croatas y pro-serbios.
Un partidario croata sufrió lesiones leves en la reyerta étnica después de ser golpeado con un mástil serbio. A las personas que llevaran los colores nacionales de Serbia y Croacia, posteriormente, se les negó la entrada y al día siguiente la seguridad aumentó. La policía en Victoria dijo que esta clase de comportamiento nunca se había visto antes en el torneo.

### Condiciones atmosféricas
El calor excesivo de más de 40° Celsius (104° Fahrenheit) en el día 2, hizo que se implementara la política de calor extremo. La mayoría de los partidos del día fueron pospuestos, y algunos partidos fueron continuados en otras pistas hasta las tres y media de la mañana siguiente. Janko Tipsarević eligió retirarse contra David Nalbandian, debido al calor. En Rod Laver Arena con la azotea abierta, la primera preclasificada María Sharápova casi sucumbe al calor, perdiendo un liderato de 5-0 en el set final, pero se las arregló para derrotar a Camille Pin de 6-3, 4-6, 9-7.
Durante las sesiones de noche en el tercer día, el Abierto de Australia fue afectado por la lluvia, atrasando los juegos. Tres partidos que estaban en progreso en la categoría hombres fueron pospuestos. Los partidos en Rod Laver Arena y Vodafone Arena fueron pospuestos por solamente 15 minutos mientras se cerraban los techos retractables. Marat Safin solicitó sabiamente que el juego fuese suspendido mientras jugaba contra Dudi Sela, con Sela encima dos sets a uno, seis juegos a cinco, y 30-30. Después del retraso, Safin volvió para ganar el cuarto set y, así, después ganar el set final 6-0 para avanzar. Esto era una reminiscencia del partido en el Abierto de Australia 2006 en el que Marcos Baghdatis avanzó después de aparecer rejuvenecido contra David Nalbandian. El partido en Rod Laver presentando a la N.º 2 del WTA Amélie Mauresmo y a Olga Poutchkova estaba apenas en curso cuando vino la lluvia.
La lluvia en el sexto día hizo que los juegos se realizaran solamente en las pistas cubiertas del Rod Laver Arena y Vodafone Arena, durante todo el día. Así, solamente los primeros pre-clasificados María Sharápova, Rafael Nadal, Nikolay Davydenko, Kim Clijsters, James Blake y Martina Hingis pudieron jugar sus partidos, así como los australianos Alicia Molik y Lleyton Hewitt. Los jugadores que tenían juegos programados en canchas exteriores tuvieron que esperar hasta el 7º día, e hicieron frente a la posibilidad de jugar en días consecutivos para los ganadores. Inicialmente solo 10 partidos fueron programados para jugar en el Rod Laver Arena y Vodafone Arena, pero el partido entre Andy Murray y Juan Ignacio Chela fue movido dentro, para dejar solamente cinco partidos pospuestos en la categoría de individuales masculinos y femeninos.

## Seniors

### Individual masculino
Roger Federer vence a  Fernando González 7-62, 6-4, 6-4

### Individual femenino
Serena Williams vence a  María Sharápova 6-4, 4-6, 7-5

### Dobles masculino
Bob Bryan /  Mike Bryan vencen a  Jonas Björkman /  Max Mirnyi 7-5, 7-5

### Dobles femenino
Cara Black /  Liezel Huber vencen a  Yung-jan Chan /  Chia-jung Chuang  6-4, 6-74, 6-1

### Dobles mixto
Daniel Nestor /  Elena Likhovtseva vencen a  Max Mirnyi /  Victoria Azarenka  6-4, 6-4

## Juniors

### Individual masculino
Brydan Klein vence a  Jonathan Eysseric, 6-2, 4-6, 6-1

### Individual femenino
Anastasiya Pavliuchenkova vence a  Madison Brengle,  7-66, 7-63

### Dobles masculino
Graeme Dyce /  Harri Heliovaara vencen a  Stephen Donald /  Rupesh Roy, 6-2, 6-74, 6-3

### Dobles femenino
Evgeniya Rodina /  Arina Rodionova vencen a  Julia Cohen /  Urszula Radwanska, 6-2, 3-6, 1-6

## Silla de ruedas

### Individual masculino
Shingo Kunieda vence a  Michael Jeremiasz, 6-3, 3-6, 6-4

### Individual femenino
Esther Vergeer vence a  Florence Gravellier, 6-1, 6-0

### Dobles masculino
Robin Ammerlaan /  Shingo Kunieda vencen a  Maikel Scheffers/ Ronald Vink, 6-2, 6-0

### Dobles femenino
Jiske Griffioen /  Esther Vergeer vencen a  Florence Gravellier/ Korie Homan, 6-0, 3-6, 10-6

## Preclasificados
Se clasifica a los preclasificados abajo y aparece la ronda en la cual salieron.

### Cabezas de serie (Individual masculino)
| Individual masculino |                     |             |                    |                  |
| 1.                   | Roger Federer       | derrota a   | Fernando González  | Ganador          |
| 2.                   | Rafael Nadal        | pierde ante | Fernando González  | Cuartos de final |
| 3.                   | Nikolay Davydenko   | pierde ante | Tommy Haas         | Cuartos de final |
| 4.                   | Ivan Ljubičić       | pierde ante | Mardy Fish         | 1.ª ronda        |
| 5.                   | James Blake         | pierde ante | Fernando González  | 4.ª ronda        |
| 6.                   | Andy Roddick        | pierde ante | Roger Federer      | Semifinal        |
| 7.                   | Tommy Robredo       | pierde ante | Roger Federer      | Cuartos de final |
| 8.                   | David Nalbandian    | pierde ante | Tommy Haas         | 4.ª ronda        |
| 9.                   | Mario Ančić         | pierde ante | Andy Roddick       | 4.ª ronda        |
| 10.                  | Fernando González   | pierde ante | Roger Federer      | Finalista        |
| 11.                  | Marcos Baghdatis    | pierde ante | Gaël Monfils       | 2.ª ronda        |
| 12.                  | Tommy Haas          | pierde ante | Fernando González  | Semifinal        |
| 13.                  | Tomáš Berdych       | pierde ante | Nikolay Davydenko  | 4.ª ronda        |
| 14.                  | Novak Đoković       | pierde ante | Roger Federer      | 4.ª ronda        |
| 15.                  | Andy Murray         | pierde ante | Rafael Nadal       | 4.ª ronda        |
| 16.                  | David Ferrer        | pierde ante | Mardy Fish         | 4.ª ronda        |
| 17.                  | Jarkko Nieminen     | pierde ante | Juan Ignacio Chela | 2.ª ronda        |
| 18.                  | Richard Gasquet     | pierde ante | Tommy Robredo      | 4.ª ronda        |
| 19.                  | Lleyton Hewitt      | pierde ante | Fernando González  | 3.ª ronda        |
| 20.                  | Radek Štěpánek      | pierde ante | David Ferrer       | 3.ª ronda        |
| 21.                  | Dmitri Tursúnov     | pierde ante | Tomáš Berdych      | 3.ª ronda        |
| 22.                  | Dominik Hrbatý      | pierde ante | Mario Ančić        | 3.ª ronda        |
| 23.                  | Robin Söderling     | pierde ante | Florian Mayer      | 1.ª ronda        |
| 24.                  | Juan Carlos Ferrero | pierde ante | Danai Udomchoke    | 2.ª ronda        |
| 25.                  | Mijaíl Yuzhny       | pierde ante | Roger Federer      | 3.ª ronda        |
| 26.                  | Marat Safin         | pierde ante | Andy Roddick       | 3.ª ronda        |
| 27.                  | José Acasuso        | pierde ante | Sam Querrey        | 1.ª ronda        |
| 28.                  | Sébastien Grosjean  | pierde ante | David Nalbandian   | 3.ª ronda        |
| 29.                  | Xavier Malisse      | pierde ante | Arnaud Clément     | 1.ª ronda        |
| 30.                  | Agustín Calleri     | pierde ante | Zack Fleishman     | 1.ª ronda        |
| 31.                  | Stanislas Wawrinka  | pierde ante | Rafael Nadal       | 3.ª ronda        |
| 32.                  | Nicolás Almagro     | pierde ante | Robby Ginepri      | 1.ª ronda        |

### Cabezas de serie (Individual femenino)
| Individual femenino |                     |             |                       |                  |
| 1.                  | María Sharápova     | pierde ante | Serena Williams       | Finalista        |
| 2.                  | Amélie Mauresmo     | pierde ante | Lucie Šafárová        | 4.ª ronda        |
| 3.                  | Svetlana Kuznetsova | pierde ante | Shahar Pe'er          | 4.ª ronda        |
| 4.                  | Kim Clijsters       | pierde ante | María Sharápova       | Semifinal        |
| 5.                  | Nadia Petrova       | pierde ante | Serena Williams       | 3.ª ronda        |
| 6.                  | Martina Hingis      | pierde ante | Kim Clijsters         | Cuartos de final |
| 7.                  | Yelena Dementieva   | pierde ante | Nicole Vaidišová      | 4.ª ronda        |
| 8.                  | Patty Schnyder      | pierde ante | Anna Chakvetadze      | 4.ª ronda        |
| 9.                  | Dinara Sáfina       | pierde ante | Li Na                 | 3.ª ronda        |
| 10.                 | Nicole Vaidišová    | pierde ante | Serena Williams       | Semifinal        |
| 11.                 | Jelena Janković     | pierde ante | Serena Williams       | 4.ª ronda        |
| 12.                 | Anna Chakvetadze    | pierde ante | María Sharápova       | Cuartos de final |
| 13.                 | Ana Ivanović        | pierde ante | Vera Zvonareva        | 3.ª ronda        |
| 14.                 | Francesca Schiavone | pierde ante | Lucie Šafárová        | 2.ª ronda        |
| 15.                 | Daniela Hantuchová  | pierde ante | Kim Clijsters         | 4.ª ronda        |
| 16.                 | Shahar Pe'er        | pierde ante | Serena Williams       | Cuartos de final |
| 17.                 | Anna-Lena Grönefeld | pierde ante | Ashley Harkleroad     | 2.ª ronda        |
| 18.                 | Marion Bartoli      | pierde ante | Victoria Azarenka     | 2.ª ronda        |
| 19.                 | Li Na               | pierde ante | Martina Hingis        | 4.ª ronda        |
| 20.                 | Tatiana Golovin     | pierde ante | Shahar Pe'er          | 3.ª ronda        |
| 21.                 | Katarina Srebotnik  | pierde ante | Nicole Vaidišová      | 3.ª ronda        |
| 22.                 | Vera Zvonareva      | pierde ante | María Sharápova       | 4.ª ronda        |
| 23.                 | Ai Sugiyama         | pierde ante | Anastasiya Yakimova   | 2.ª ronda        |
| 24.                 | Samantha Stosur     | pierde ante | Jelena Kostanic Tošic | 2.ª ronda        |
| 25.                 | Anabel Medina       | pierde ante | Elena Vesnina         | 1.ª ronda        |
| 26.                 | Maria Kirilenko     | pierde ante | Svetlana Kuznetsova   | 3.ª ronda        |
| 27.                 | Mara Santangelo     | pierde ante | Serena Williams       | 1.ª ronda        |
| 28.                 | Flavia Pennetta     | pierde ante | Kaia Kanepi           | 1.ª ronda        |
| 29.                 | Alyona Bondarenko   | pierde ante | Kim Clijsters         | 3.ª ronda        |
| 30.                 | Tathiana Garbin     | pierde ante | María Sharápova       | 3.ª ronda        |
| 31.                 | Zheng Jie           | pierde ante | Julia Schruff         | 1.ª ronda        |
| 32.                 | Eleni Daniilidou    | pierde ante | Aiko Nakamura         | 1.ª ronda        |

### Cabezas de serie (Dobles masculino)
| Dobles masculino |                                      |              |                                          |                  |
| 1.               | Bob Bryan Mike Bryan                 | derrotan a   | Jonas Björkman Max Mirnyi                | Ganadores        |
| 2.               | Jonas Björkman Max Mirnyi            | pierden ante | Bob Bryan Mike Bryan                     | Finalistas       |
| 3.               | Mark Knowles Daniel Nestor           | pierden ante | Bob Bryan Mike Bryan                     | Semifinal        |
| 4.               | Paul Hanley Kevin Ullyett            | pierden ante | Jonas Björkman Max Mirnyi                | Semifinal        |
| 5.               | Martin Damm Leander Paes             | pierden ante | Julien Benneteau Nicolas Mahut           | 3.ª ronda        |
| 6.               | Fabrice Santoro Nenad Zimonjić       | pierden ante | Mark Knowles Daniel Nestor               | Cuartos de final |
| 7.               | Jonathan Erlich Andy Ram             | pierden ante | Mahesh Bhupathi Radek Štěpánek           | 3.ª ronda        |
| 8.               | Mariusz Fyrstenberg Marcin Matkowski | pierden ante | Marcos Baghdatis Konstantinos Economidis | 1.ª ronda        |
| 9.               | Lukas Dlouhy Pavel Vízner            | pierden ante | Mahesh Bhupathi Radek Štěpánek           | 2.ª ronda        |
| 10.              | Julian Knowle Jürgen Melzer          | pierden ante | Fabrice Santoro Nenad Zimonjić           | 3.ª ronda        |
| 11.              | Simon Aspelin Chris Haggard          | pierden ante | Julien Benneteau Nicolas Mahut           | 2.ª ronda        |
| 12.              | Frantisek Cermak Jaroslav Levinsky   | pierden ante | Jeff Coetzee Rogier Wassen               | 3.ª ronda        |
| 13.              | Wesley Moodie Todd Perry             | pierden ante | Bob Bryan Mike Bryan                     | 3.ª ronda        |
| 14.              | Leoš Friedl Michael Kohlmann         | pierden ante | Tomáš Cibulec Rainer Schuettler          | 1.ª ronda        |
| 15.              | Ashley Fisher Tripp Phillips         | pierden ante | Jordan Kerr David Škoch                  | 2.ª ronda        |
| 16.              | Arnaud Clément Michaël Llodra        | pierden ante | Lukasz Kubot Oliver Marach               | 1.ª ronda        |

### Cabezas de serie (Dobles femenino)
| Dobles femenino |                                          |              |                                          |                  |
| 1.              | Lisa Raymond Samantha Stosur             | pierden ante | Cara Black Liezel Huber                  | Semifinal        |
| 2.              | Zi Yan Jie Zheng                         | pierden ante | Yung-Jan Chan Chia-Jung Chuang           | Semifinal        |
| 3.              | Cara Black Liezel Huber                  | pierden ante | Yung-Jan Chan Chia-Jung Chuang           | Ganadoras        |
| 4.              | Virginia Ruano Paola Suárez              | pierden ante | Emilie Loit Nicole Pratt                 | 1.ª ronda        |
| 5.              | Dinara Sáfina Katarina Srebotnik         | pierden ante | Yung-Jan Chan Chia-Jung Chuang           | 3.ª ronda        |
| 6.              | Daniela Hantuchová Ai Sugiyama           | pierden ante | Cara Black Liezel Huber                  | Cuartos de final |
| 7.              | Anna-Lena Groenefeld Meghann Shaughnessy | pierden ante | Lisa Raymond Samantha Stosur             | Cuartos de final |
| 8.              | Nathalie Dechy Vera Zvonareva            | pierden ante | Shengnan Sun Tiantian Sun                | 3.ª ronda        |
| 9.              | Corina Morariu Rennae Stubbs             | pierden ante | Elena Bovina Allá Kudryavtseva           | 1.ª ronda        |
| 10.             | Anabel Medina Sania Mirza                | pierden ante | Daniela Hantuchová Ai Sugiyama           | 3.ª ronda        |
| 11.             | Marion Bartoli Shahar Peer               | pierden ante | Tathiana Garbin Roberta Vinci            | 1.ª ronda        |
| 12.             | Maria Elena Camerin Gisela Dulko         | pierden ante | Anna-Lena Groenefeld Meghann Shaughnessy | 3.ª ronda        |
| 13.             | Elena Likhovtseva Elena Vesnina          | pierden ante | Francesca Schiavone Patty Schnyder       | 1.ª ronda        |
| 14.             | Yelena Dementieva Flavia Pennetta        | pierden ante | Zi Yan Jie Zheng                         | 3.ª ronda        |
| 15.             | Janette Husárová Jelena Janković         | pierden ante | Martina Hingis Svetlana Kuznetsova       | 1.ª ronda        |
| 16.             | Eleni Daniilidou Jasmin Woehr            | pierden ante | Cara Black Liezel Huber                  | 3.ª ronda        |

### Cabezas de serie (Dobles mixto)
| Dobles mixto |                                    |              |                                 |                  |
| 1.           | Lisa Raymond Bob Bryan             | pierden ante | Max Mirnyi Victoria Azarenka    | Cuartos de final |
| 2.           | Rennae Stubbs Mark Knowles         | pierden ante | Nathan Healey Bryanne Stewart   | 2.ª ronda        |
| 3.           | Samantha Stosur Leander Paes       | pierden ante | Daniel Nestor Elena Likhovtseva | Cuartos de final |
| 4.           | Francesca Schiavone Jonas Björkman | pierden ante | Victoria Azarenka Max Mirnyi    | Semifinal        |
| 5.           | Zi Yan Todd Perry                  | pierden ante | Tiantian Sun Julian Knowle      | 2.ª ronda        |
| 6.           | Cara Black Marcin Matkowski        | pierden ante | Victoria Azarenka Max Mirnyi    | 1.ª ronda        |
| 7.           | Liezel Huber Kevin Ullyett         | pierden ante | Elena Likhovtseva Daniel Nestor | Semifinal        |
| 8.           | Meghann Shaughnessy Martin Damm    | pierden ante | Elena Likhovtseva Daniel Nestor | 1.ª ronda        |

## Cobertura de medios de comunicación
La cobertura del Abierto de Australia 2007 es como sigue:
| Televisión - Australia — Seven Network (En vivo) - Australia — Fox Sports (En vivo) - Canadá — The Sports Network (En vivo y Repetición) - Europa — Eurosport (En vivo) - India — Star Sports (En vivo) - Latinoamérica — ESPN International (En vivo y Repetición) - Macedonia — Macedonian Radio-Television - Países Bajos — Sport 1 (En vivo) - Países Bajos — Nederland 1 & Nederland 3 (Toques del partido) - Nueva Zelanda — SKY Sport (En vivo) - Singapur — ESPN (En vivo) - Sudáfrica — Supersport - Sudamérica — ESPN (En vivo) & ESPN+ (En vivo) - Reino Unido — BBC One (En vivo - Finales solamente) - Reino Unido — BBCi (En vivo - Sesiones de la tarde solamente) - Reino Unido — BBC Two (En vivo - Cobertura no programada) - Estados Unidos — ESPN2 & ESPN (En vivo) | Radio - Reino Unido — BBC Radio Five Live (En vivo) |

## Controversias y escándalos
- Arrestaron a tres hombres por tomar fotos sobre-faldas dentro del Parque de Melbourne.[4]
- La policía fue llamada para investigar el acoso sexual de un niño de 5 años en unos aseos durante el torneo.[4]
- María Sharápova fue multada con $2000 por denuncias sobre recomendaciones de línea por parte de su padre, Yuri Sharapov en su partido contra Ana Chakvetadze. Toronto Daily News. (En inglés)

## Trivia
Participación total del Abierto de Australia 2007
- 361 árbitros
- 177 chóferes de cortesía
- 61 estadísticos
- 312 recogepelotas